# Вакулич Володимир Михайлович
Вакулич Володимир Михайлович (26 листопада 1958 р., село Велимче Ратнівського району Волинської області) — державний службовець III рангу, український письменник, науковий дослідник новітньої історії України, журналіст.
Член Національної спілки письменників України. Заслужений журналіст України (26.12.2003 р.). Доктор політичних наук (2008 р.).

## Біографія
Після закінчення Велимчанської загальноосвітньої школи вступив до Львівського національного університету ім. Івана Франка на факультет журналістики. У 1982 році запрошений до міста Кіровограда на посаду кореспондента газети «Кіровоградська правда», згодом — завідувач партійно-політичного відділу цієї газети. З липня 1990 р. по грудень 1993 р. — редактор газети «Вечірня газета».
З 1995 року — в Києві. Працював: у Кабінеті Міністрів України головним спеціалістом, Керівником Служби Віце-прем'єр міністра України; в Адміністрації Президента України: помічником Глави АПУ, Керівником Головного управління суспільних комунікції та інформацій; керівником Управління забезпечення зв'язків Президента України з Кабінетом Міністрів України та центральними органами виконавчої влади; у Мінекономрозвитку: начальником управління нормативно-правового забезпечення та міжнародного співробітництва департаменту технічного регулювання.
Нині — завідувач кафедри політології Університету Григорія Сковороди в Переяславі. Старший науковий співробітник інституту історії України НАН України.
Володимир Вакулич — автор монографій — «Політико-історичний вимір європейської традиції», «Відносини США-ЄС», «Світ перед викликами тероризму», «Синдром тероризму» та понад сорока статей з питань національної безпеки.

## Поетична творчість
Вийшли друковані збірки віршів «Зелений велосипед» (Кіровоград, 1995 р.), «Політ яблука» (Кіровоград, 1998 р.), «Яблука в листопаді» (Київ, 2004 р.), «Кольори твоїх світань» (Харків, 2008 р.), «Карби чекань» (Київ, 2010 р.), «Міжліття» (2014 р.).
Віктор Баранов щодо творчості Володимира Вакулича пише: «Поезія Володимира Вакулича неголосна, „некриклива“, позбавлена запрограмованої на „моментальний успіх“ афектації. Зате вона щира і прониклива, розрахована на прочитання і розумом, і серцем. Справжній талант завжди обережний, сторожкий у ставленні слова. Таким є і Володимир Вакулич. Слово у нього і ощадливе, і образно-медитативне, і надзвичайно точне. У його підтексті вчувається правічна сув'язь людини і природи, плинуть невідомі (може — підземні?) ріки нашої генетичної пам'яті, наливається брость емоційного спалаху, в очікуванні якого поетова душа немовби стримує себе і воднораз вона готова розкритися перед світом і людьми. 

Вакулич — людина елегійна і сповідальна, а відтак налаштована на камертон цінностей сакральних і непроминущих. Вони — його духовні джерела, і їх же він заповідає чи не в кожному своєму вірші. Така поезія не може не приваблювати, не викликати довіру. До неї хочеться йти як у найясніший Храм».
Пропонуємо деякі вірші Володимира Вакулича зі збірки «Карби чекань».

### «Мій дідусь…»
Мій дідусь, Що на хуторі жив, Про Малевича, Звісно ж, не знав.
Вікна ж його Монмартру
Так нагадували
Супрематичні квадрати.
Шкода, Ціни їм тоді не склали.
Вже б, напевно, до хати
Звідтоді
Й дорогу проклали б…

### «Париж, звичайно ж, не для лиж»
Париж, Звичайно ж, не для лиж, Мане й Моне —
Ще не рідня.
Я говорив їм
Про спориш, І про трипільського коня.
Ох, парижанки
І шампань, Фужери, лід, Розмови милість.
І ніч маленьких
Сподівань
Півмісяцем ясним
Світилась.